# فيسنتي يانييز بينزون
فيسنتي يانييز بينزون (بالإنجليزية: Vicente Yáñez Pinzón)‏ كان فيسنتي يانييز بينزون ملاحًا ومستكشفًا إسبانيًا.